# Fischia il vento
Fischia il vento – włoska piosenka, której tekst został napisany we wrześniu 1943 w wyniku powstania włoskiego ruchu oporu Resistenza. Autorem tekstu był Felice Cascione (2 maja 1918 – 27 stycznia 1944). Pieśń została napisana w celu podniesienia na duchu partyzantów. Melodia została zapożyczona z popularnej rosyjskiej pieśni Katiusza. Obok Bella ciao jest jedną z najbardziej znanych włoskich pieśni partyzanckich.

## Słowa
| Język włoski | Tłumaczenie na polski |
| --- | --- |
| Fischia il vento e infuria [urla] la bufera, scarpe rotte e pur bisogna andar a conquistare la rossa primavera dove sorge il sol dell'avvenir. A conquistare la rossa primavera dove sorge il sol dell'avvenir. Ogni contrada è patria del ribelle, ogni donna a lui dona un sospir, nella notte lo guidano le stelle forte il cuore e il braccio nel colpir. Nella notte lo guidano le stelle forte il cuore e il braccio nel colpir. Se ci coglie la crudele morte, dura vendetta verrà dal partigian; ormai sicura è [già] la dura sorte del fascista vile traditor. Ormai sicura è [già] la dura sorte del fascista vile traditor. Cessa il vento, calma è la bufera, torna a casa il fiero partigian, sventolando la rossa sua bandiera; vittoriosi e alfin liberi siam. Sventolando la rossa sua bandiera; vittoriosi e alfin liberi siam. | Gwiżdże wiatr i burza szaleje, Buty zepsute a my wciąż musimy iść, Aby zdobyć czerwoną wiosnę, Gdzie wschodzi słońce przyszłości. Aby zdobyć czerwoną wiosnę, Gdzie wschodzi słońce przyszłości. Każda dzielnica jest ojczyzną rebelianta, Każda kobieta ku niemu wzdycha, W nocy gwiazdy go kierują, Ma mocne serce i silne ramię by uderzać. W nocy gwiazdy go kierują, Ma mocne serce i silne ramię by uderzać. A jeśli nas zabierze okrutna śmierć, Ciężko zemści się partyzant, Pewne już jest ciężkie przeznaczenie Faszysty, zdrajcy, tchórza. Pewne już jest ciężkie przeznaczenie Faszysty, zdrajcy, tchórza. Ustaje wiatr, burza się uspokaja, Wraca do domu dumny partyzant, Wymachując swą czerwoną flagą; Zwycięscy i nareszcie wolni jesteśmy! Wymachując swą czerwoną flagą; Zwycięscy i nareszcie wolni jesteśmy! |